# 岩崎義高
岩崎 義高（いわさき よしたか、生年不明 - 文禄4年（1595年））は、安土桃山時代の武将。出羽国雄勝郡岩崎城主（第15代目）。河内守。父に岩崎道高がいる。

## 概要
天正18年（1590年）奥州仕置で雄勝郡は最上氏の領土とされたが、横手城主小野寺義道はこれを認めずに雄勝郡の支配を継続した。これを聞いた山形城主最上義光は、文禄4年（1595年）、楯岡城主楯岡満茂が率いる軍勢を湯沢城に差し向けた。
湯沢城が落城して次の目標が岩崎城だと推測した義高は小野寺義道に援軍を要請したが、同日に今泉城、角間城、鍋倉城、植田城、新田目城が最上軍の攻撃にあったため岩崎城の方には手が回らず、ほとんど援軍が来なかった。
その後、前森城主原田大膳が岩崎城に夜襲をかけて、義高は討死して落城した。以後、岩崎城は最上氏の城になった。